# Xavier Gabaix
Xavier Gabaix (agost de 1971) és un economista francès
Actualment professor de finances a la Stern School of Business de la Universitat de Nova York. Prèviament fou professor associat d'economia al Massachusetts Institute of Technology. Inclòs entre els vuit joves economistes més brillants per The Economist el 2008, Gabaix ha centrat sa recerca en les avaluacions, les l'economia de la conducta i la macroeconomia. La seva formació comprèn un mestrage en matemàtiques de l'Escola Normal Superior de París (1991-1995) i un doctorat en economia a la Universitat Harvard (1995-1999).